# Aparecida do Rio Doce
Aparecida do Rio Doce is een gemeente in de Braziliaanse deelstaat Goiás. De gemeente telt 2.871 inwoners (schatting 2009).